# بخش یونین (شهرستان پیک، اوهایو)
بخش یونین (به انگلیسی: Union Township) یک منطقهٔ مسکونی در ایالات متحده آمریکا است که در شهرستان پایک، اوهایو واقع شده‌است.
 بخش یونین ۶۱٫۰ کیلومتر مربع مساحت و ۱٬۲۴۰ نفر جمعیت دارد و ۲۲۱ متر بالاتر از سطح دریا واقع شده‌است.